# Javor klen u Smilovského mlýna
Javor klen u Smilovského mlýna je památný strom, který se nachází na pravém břehu řeky Bystřice, poblíž soutoku Bystřice s potokem Lichnička, nedaleko Smilovského Mlýna (místní část obce Hlubočky) v okrese Olomouc v Olomouckém kraji. Je to javor klen (Acer pseudoplatanus, rostlinná čeleď mýdelníkovité). Kolem stromu vede naučná stezka Údolím Bystřice v přírodním parku Údolí Bystřice v pohoří Nízký Jeseník.

## Další informace
Podle údajů z prvního desetiletí 20. století je obvod kmene ve výčetní výšce 3,15 m, výška stromu 31 m, výška koruny 24 m, šířka koruny 30 m a stáří stromu asi 250 až 300 let. Dle zákona 114/1992 Sb., byl vyhlášen památným stromem dne 8. října 2002 s ochranným pásmem v kruhu o poloměru 12,5 m.
U kmene stromu se nachází malý dřevěný kříž se jmény několika lidí. 

## Galerie

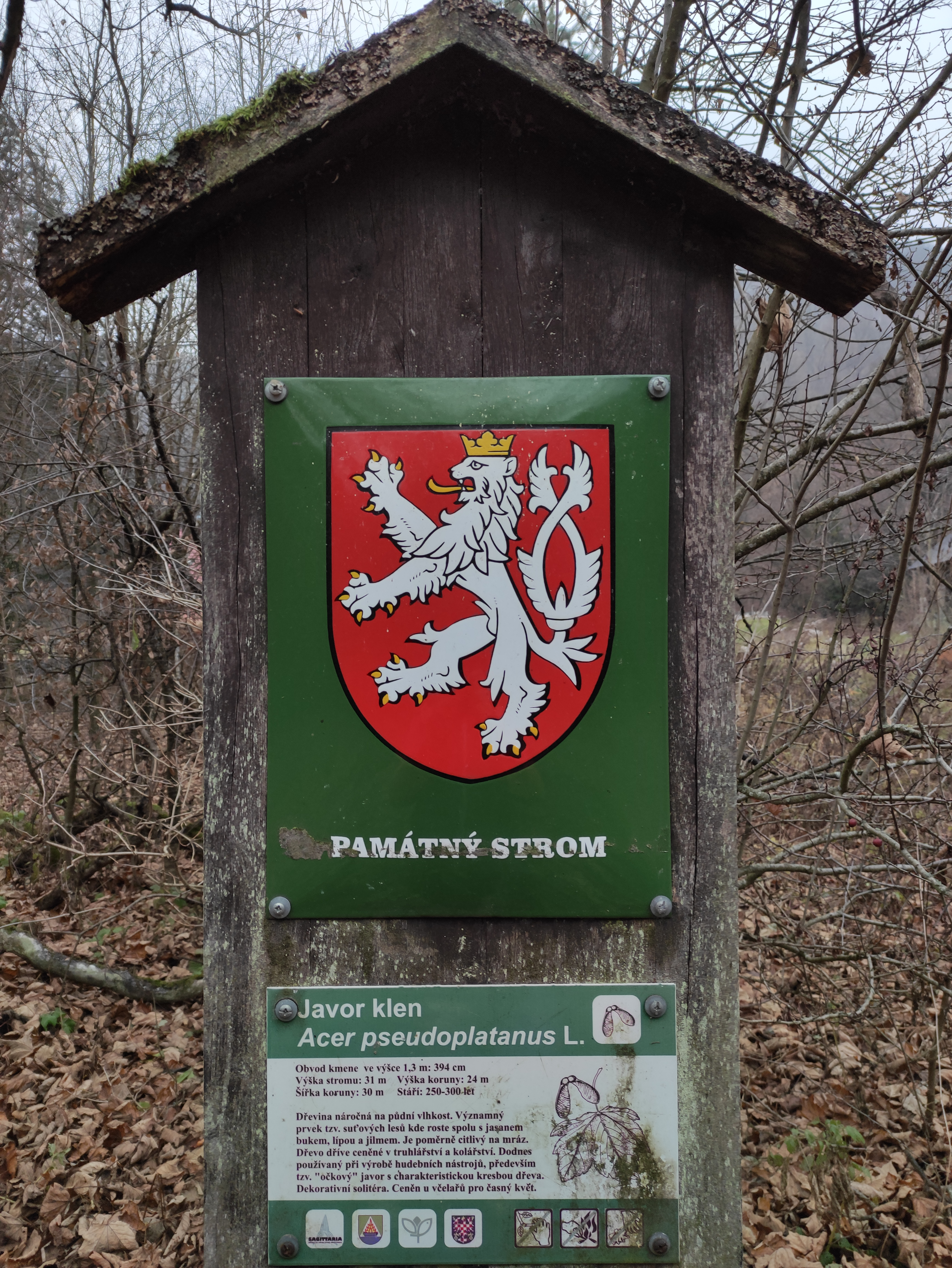
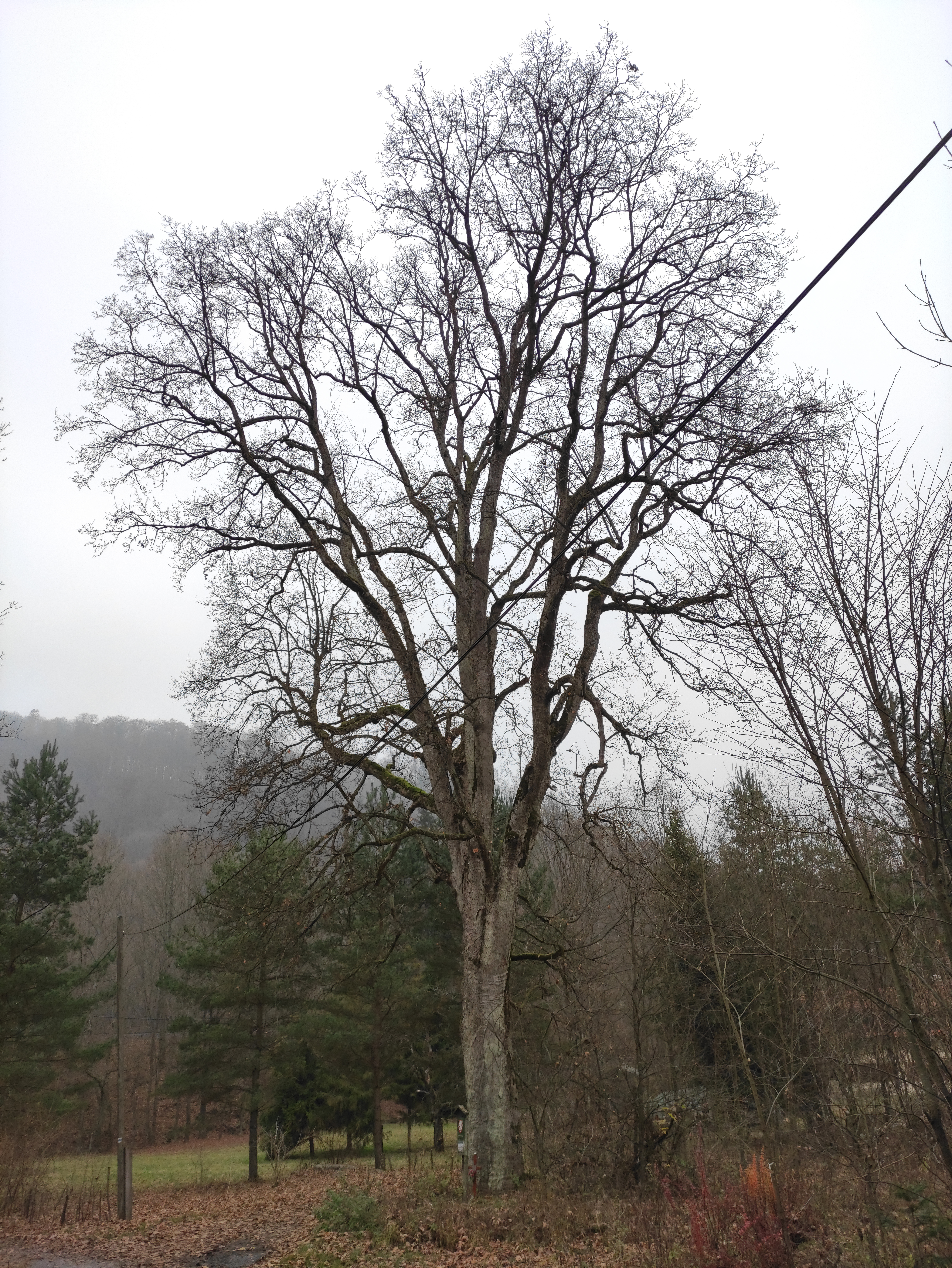
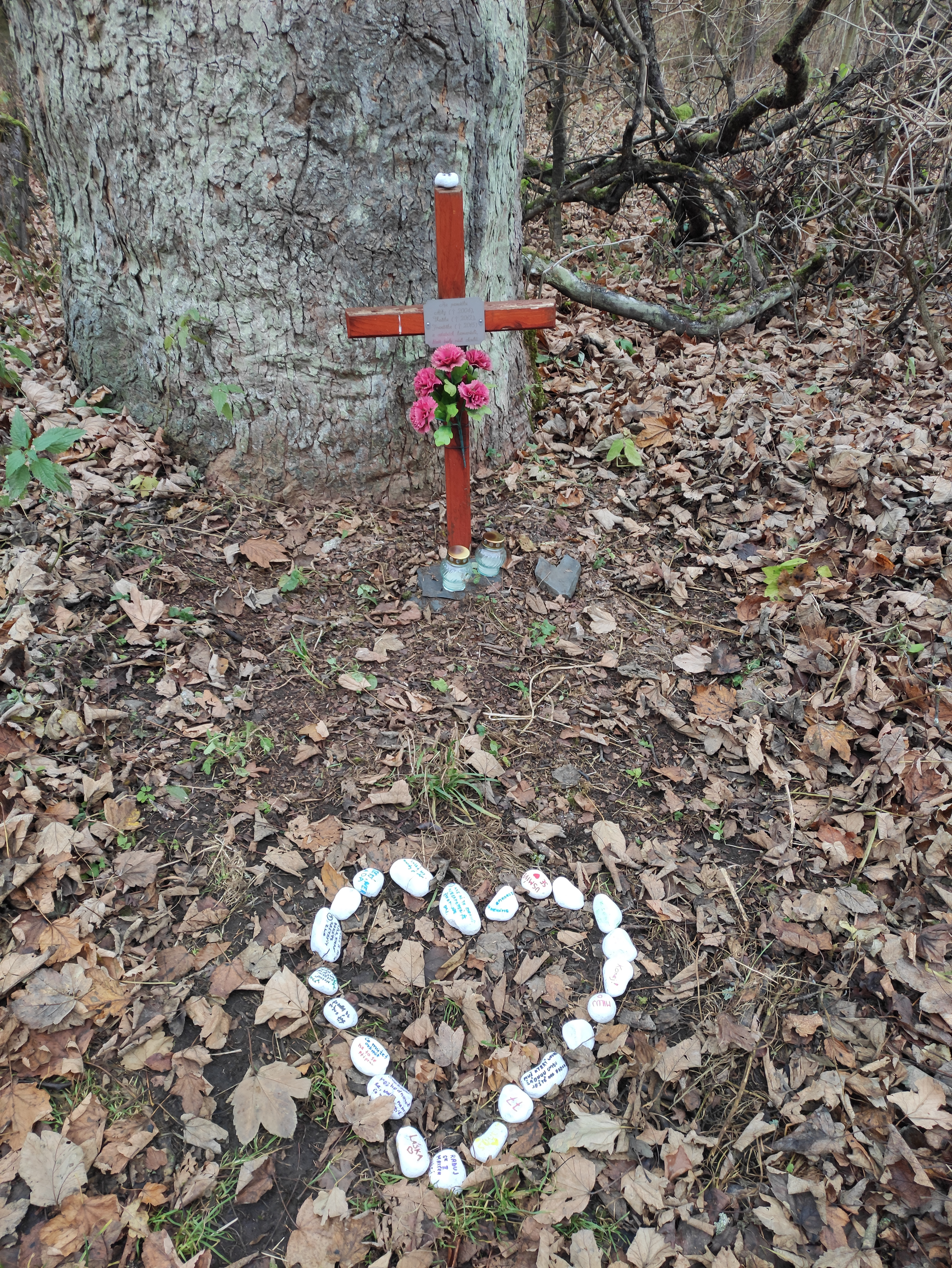
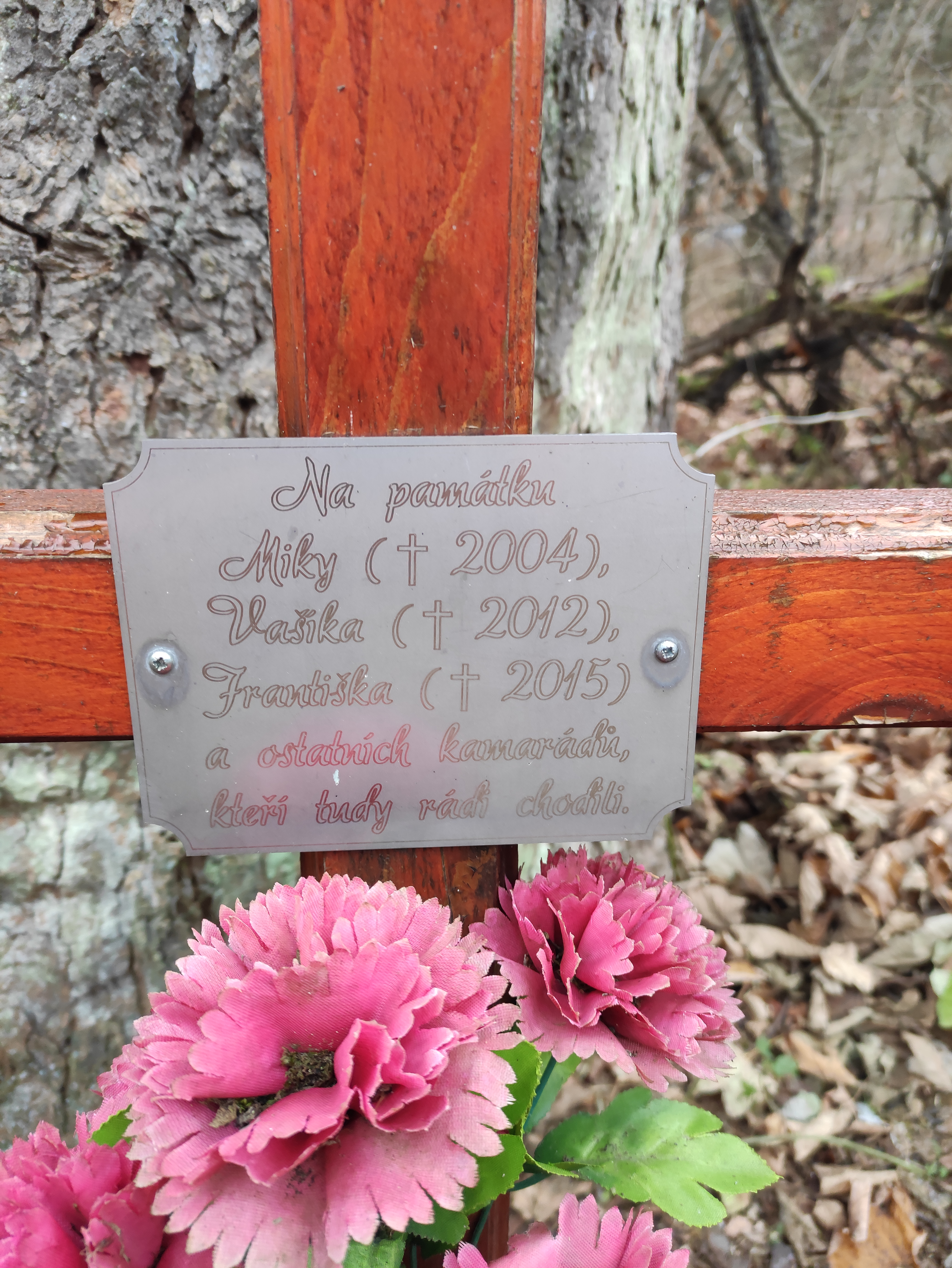
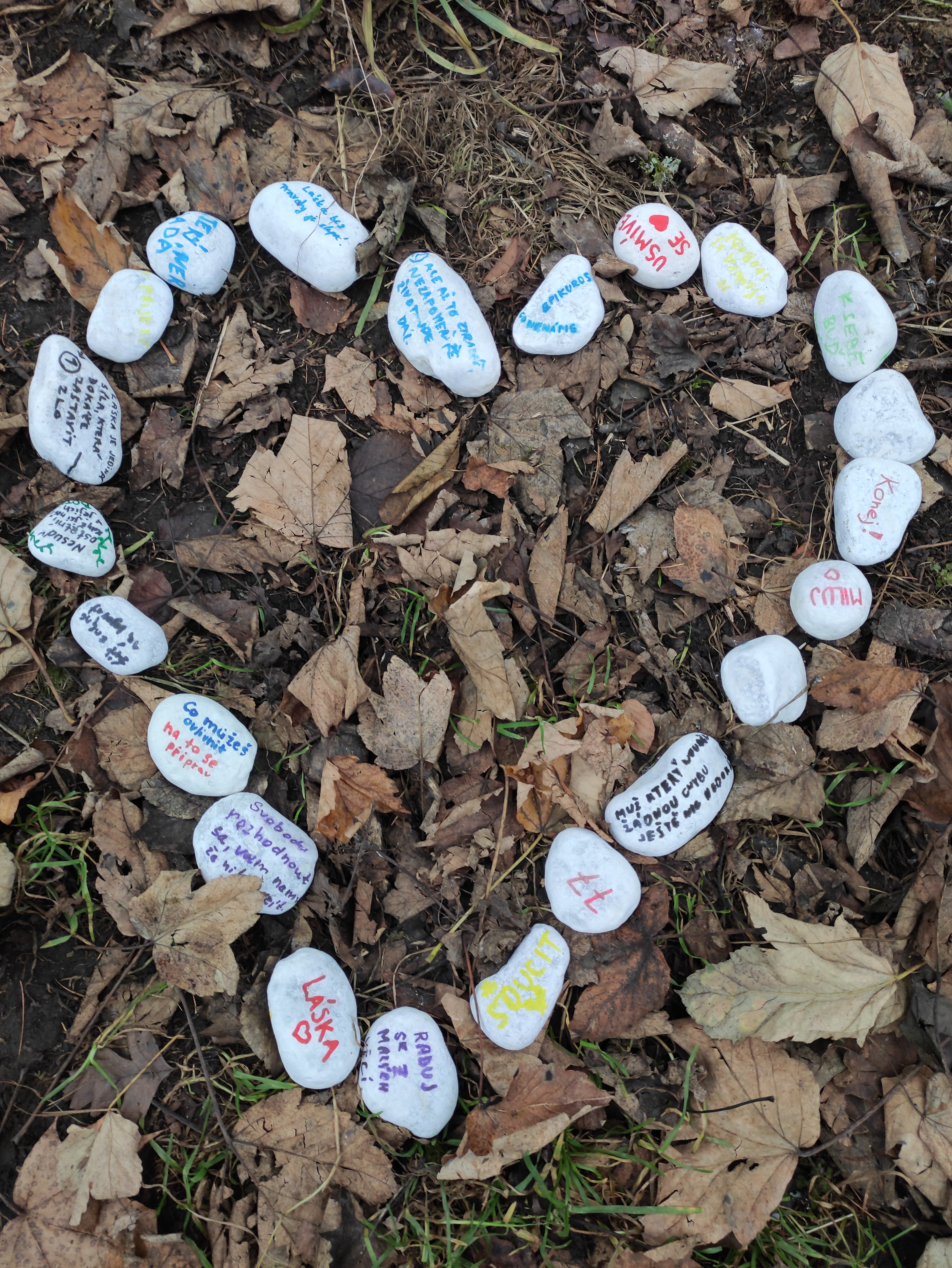